# Бжесць-Куявське воєводство
52°36′21″ пн. ш. 18°54′17″ сх. д. / 52.6059° пн. ш. 18.9048° сх. д.
Бжесць-Куявське воєводство, Брест-Куявське воєводство, Бересте́йське воєво́дство (лат. Palatinatus Brestensis, пол. Województwo brzeskie) — адміністративно-територіальна одиниця Королівства Польського та Корони Польської в Речі Посполитій. Існувало з 14 століття до 1793 року. Створене на основі земель Куявського князівства. Входило до складу Великопольської провінції. Належало до регіону Великопольща, історичної області Куявія. Розташовувалося в західній частині Речі Посполитої, в центрі Великопольщі. Головне місто — Берестя (Брест-Куявський). Очолювалося бжесць-куявськими воєводами. Сеймик воєводства збирався у містечку Радзеюві. Мало представництво із 3 сенаторів у Сенаті Речі Посполитої. Складалося з 5 повітів. Станом на 1791 рік площа воєводства становила 3276,97 км². Населення в 1790 році нараховувало 48 076 осіб. Ліквідоване 1793 року під час другого поділу Речі Посполитої. Територія воєводства увійшла до складу провінції Західна Пруссія королівства Пруссія.
Також називалося Брест-Куявським воєводством (пол. Województwo brzeskokujawskie) для розрізнення із Берестейським воєводством у складі Великого князівства Литовського.

## Повіти
- Берестейський повіт → Берестя (Брест-Куявський)
- Ковальський повіт → Коваль
- Крушвицький повіт → Крушвиця
- Пшедецький повіт → Пшедеч
- Радзеївський повіт → Радзеїв